# Плавання на Чемпіонаті світу з водних видів спорту 2015 — змішана естафета 4x100 метрів комплексом
Змагання з плавання в змішаній естафеті 4x100 метрів комплексом на Чемпіонаті світу з водних видів спорту 2015 відбулись 5 серпня і складались з попередніх запливів та фіналу.

## Рекорди
Станом на 5 серпня 2015 світовий рекорд і рекорд чемпіонатів світу були такими:
| Світовий рекорд          | Австралія | 3:46.52 | Перт, Австралія | 31 січня 2014 |
| Рекорд чемпіонатів світу |           | '       |                 |               |

Під час змагань встановлено такі рекорди:
| Дата     | Дисципліна | Країна          | Час     | Рекорд |
| -------- | ---------- | --------------- | ------- | ------ |
| 5 серпня | Запливи    | Росія           | 3:45.87 | WR, CR |
| 5 серпня | Запливи    | США             | 3:42.33 | WR, CR |
| 5 серпня | Фінал      | Велика Британія | 3:41.71 | WR, CR |

## Результати

### Попередні запливи
Початок запливів о 10:49.
| Місце | Заплив | Доріжка | Країна                   | Плавці | Час     | Примітки |
| ----- | ------ | ------- | ------------------------ | --- | ------- | -------- |
| 1     | 3      | 2       | США                      | Раян Мерфі (52.18) CR Кевін Кордес (58.33) Кенділ Стюарт (57.78) Катаріна Лістопадова (54.04)                        | 3:42.33 | Q, WR    |
| 2     | 3      | 0       | Велика Британія          | Кріс Вокер-Гебборн (53.40) Росс Мердок (59.14) Рейчел Келлі (58.02) Франческа Голсолл (53.83)                        | 3:44.39 | Q        |
| 3     | 4      | 3       | Німеччина                | Ян-Філіп Гланія (53.89) Гендрік Фельдвер (59.22) Александра Венк (57.88) Анніка Брун (54.40)                         | 3:45.39 | Q, NR    |
| 4     | 2      | 4       | Росія                    | Дарія Устінова (59.89) Кирило Пригода (59.99) Данило Пахомов (51.52) Вероніка Попова (54.47)                         | 3:45.87 | Q        |
| 5     | 3      | 7       | Італія                   | Сімоне Саббіоні (53.46) Аріанна Кастіньліоні (1:07.13) Маттео Ріволта (51.29) Еріка Ферраіолі (54.15)                | 3:46.03 | Q, NR    |
| 6     | 1      | 6       | Китай                    | Сюй Цзяюй (53.44) Лі Сян (1:01.38) Чень Сіньї (58.51) Чжу Менхуей (54.15)                                            | 3:47.48 | Q, AS    |
| 7     | 3      | 1       | Угорщина                 | Габор Балог (54.03) Давід Хорват (1:01.66) Евелін Варрасто (59.19) Жужанна Якабош (54.62)                            | 3:49.50 | Q        |
| 8     | 4      | 9       | Канада                   | Расселл Вуд (54.76) Рейчел Ніколь (1:07.60) Ноемі Томас (57.96) Карл Круг (49.28)                                    | 3:49.60 | Q        |
| 9     | 4      | 4       | Бразилія                 | Дайнара де Паула (1:02.58) Феліпе Ліма (1:00.86) Даєні Діас (1:00.17) Жуан де Лукка (49.84)                          | 3:53.45 |          |
| 10    | 3      | 5       | Швейцарія                | Нільс Лісс (56.01) Мартін Швайцер (1:01.81) Даніель Вілларс (59.47) Меган Коннор (56.27)                             | 3:53.56 |          |
| 11    | 1      | 4       | Фінляндія                | Мімоза Джаллоу (1:01.48) Самі Аалтомаа (1:01.64) Емілія Піккарайнен (59.79) Арі-Пекка Люкконен (52.46)               | 3:55.37 |          |
| 12    | 4      | 7       | Колумбія                 | Омар Пінзон (57.42) Хорхе Мурільо Вальдес (1:01.57) Хессіка Кампосано (1:00.84) Ісабелла Арсілья (55.59)             | 3:55.42 |          |
| 13    | 4      | 6       | Сінгапур                 | Ке Чженвень (54.63) Роанн Хо Жувень (1:11.98) Цюань Тін Вень (59.80) Ео Кайцюань (51.10)                             | 3:57.51 |          |
| 14    | 2      | 8       | Мексика                  | Лурдес Вільясеньор (1:04.70) Даніела Каррільйо (1:10.01) Даніель Рамірес Карранса (55.15) Алехандро Ескудеро (50.95) | 4:00.81 |          |
| 15    | 1      | 3       | Таїланд                  | Касіпат Чогратхін (59.13) Радоміос Матджіур (1:04.03) Сутасінее Панкаев (1:03.60) Ченчіра Сріса-Ард (1:00.43)        | 4:07.19 |          |
| 16    | 2      | 3       | Азербайджан              | Борис Кириллов (58.16) Антон Желтяков (1:02.95) Алсу Байрамова (1:06.50) Фатіма Алкерімова (1:00.32)                 | 4:07.93 |          |
| 17    | 2      | 0       | Коста-Рика               | Маріо Монтоя (1:01.81) Естебан Арая (1:07.64) Марі Меса (1:01.11) Елена Морено (1:00.19)                             | 4:10.75 |          |
| 18    | 2      | 9       | Болівія                  | Ендрю Рутерферд (59.14) Хосе Кінтанілья (1:08.95) Карен Торрес (1:02.83) Марія Хосе Рібера (1:01.57)                 | 4:12.49 |          |
| 19    | 2      | 2       | Папуа Нова Гвінея        | Раян Піні (56.38) Теган Маккарті (1:17.87) Сем Сегерс (56.07) Барбара Валі-Скелтон (1:03.58)                         | 4:13.90 |          |
| 20    | 3      | 6       | Замбія                   | Джейд Говард (1:08.07) Алекс Аксіотіс (1:07.06) Ральф Говея (56.41) Тілка Палджк (1:02.86)                           | 4:14.40 |          |
| 21    | 4      | 0       | Макао                    | Нгоу Пок Ман (59.43) Лей Онькхей (1:14.85) Ман Хоу Чао (1:00.80) Лун Чівай (1:00.94)                                 | 4.16.02 |          |
| 22    | 2      | 5       | Шрі-Ланка                | Кіміко Рахім (1:05.47) Мачіко Рахім (1:24.19) Метью Абейсінгх (56.34) Черантха де Сілва (53.24)                      | 4:19.24 |          |
| 23    | 3      | 8       | Йорданія                 | Мохаммед Бедоур (1:04.16) Лідія Муслех (1:18.81) Хадер Баклах (57.68) Таліта Баклах (59.06)                          | 4:19.71 |          |
| 24    | 3      | 9       | Домініканська Республіка | Аріанна Санна (1:10.71) Жан Луїс Гомес (1:10.40) Доріан Макменемі (1:06.93) Джонні Перес (51.75)                     | 4:19.79 |          |
| 25    | 4      | 1       | Кенія                    | Таліса Ланое (1:09.32) Ісса Мохамед (1:13.15) Емілі Мутеті (1:05.72) Хамдан Баюсуф (55.80)                           | 4:23.99 |          |
| 26    | 4      | 5       | Монголія                 | Енххуслен Батбаяр (1:13.20) Делгерхуу Мягмар (1:14.17) Батсайхан Дулгуун (59.05) Єсуй Баяр (1:08.04)                 | 4:34.46 |          |
| 27    | 2      | 7       | Туреччина                | Катерина Аврамова (1:02.97) Вікторія Зейнеп Гюнеш (DSQ) Каан Тюркер Аяр Кемал Арда Гюрдал                            | DSQ     |          |
| 27    | 3      | 4       | Франція                  | Бенжамін Стасюліс (54.43) Джакомо Перез-Дортона (59.55) Марі Ваттель (58.62) Анна Сантаман (DSQ)                     | DSQ     |          |
| 27    | 1      | 2       | Албанія                  | | DNS     |          |
| 27    | 1      | 5       | Філіппіни                | | DNS     |          |
| 27    | 2      | 1       | Суринам                  | | DNS     |          |
| 27    | 2      | 6       | Єгипет                   | | DNS     |          |
| 27    | 3      | 3       | Японія                   | | DNS     |          |
| 27    | 4      | 2       | Аргентина                | | DNS     |          |
| 27    | 4      | 8       | Мозамбік                 | | DNS     |          |

### Фінал

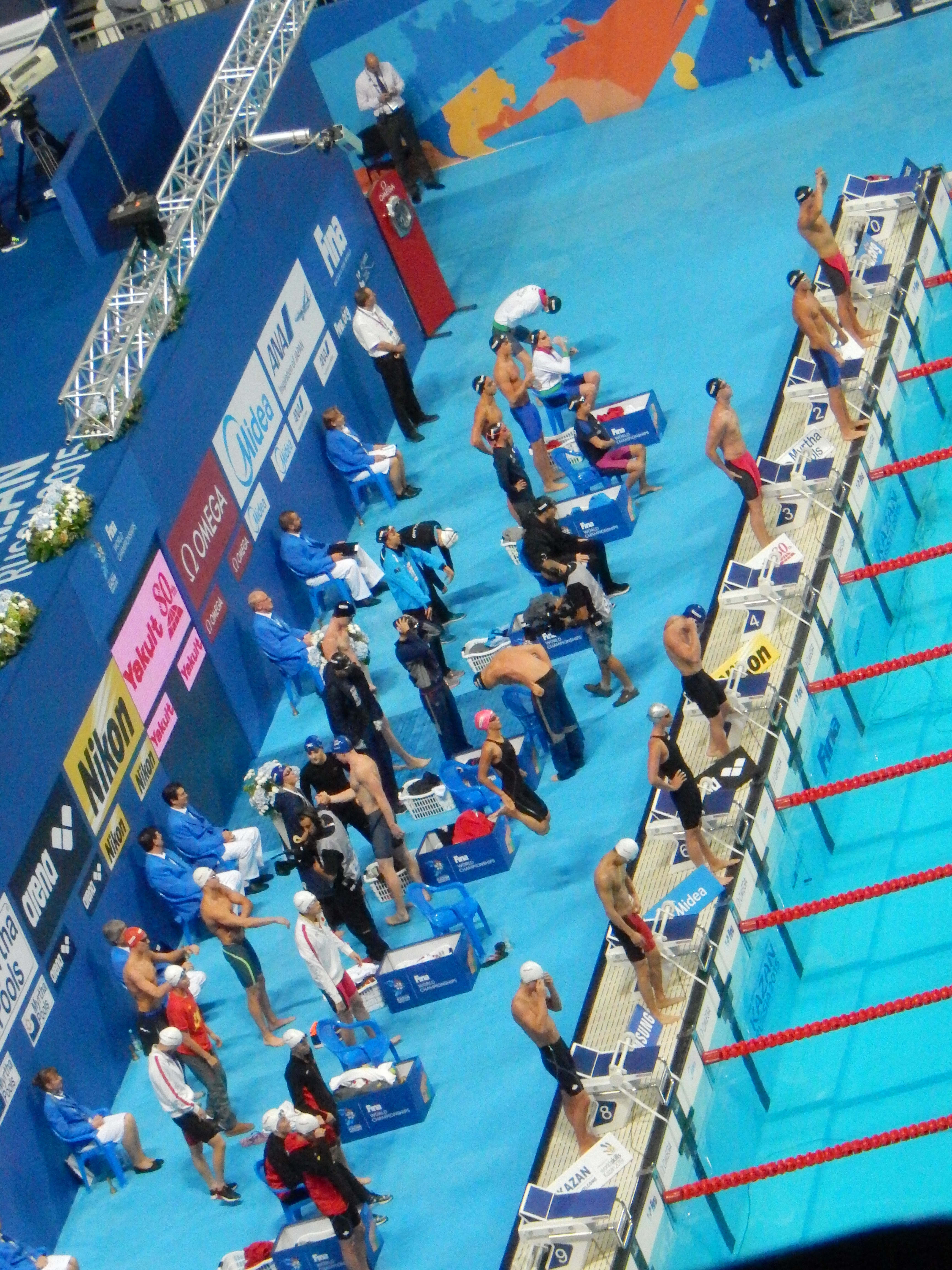
Старт фінального запливу

Фінал відбувся о 19:19.
| Місце | Доріжка | Країна          | Плавці                                                                                               | Час     | Примітки |
| ----- | ------- | --------------- | --- | ------- | -------- |
| 1     | 5       | Велика Британія | Кріс Вокер-Гебборн (52.94) Адам Піті (57.98) Шівон Марі О'Коннор (57.02) Франческа Голсолл (53.77)   | 3:41.71 | WR       |
| 2     | 4       | США             | Раян Мерфі (53.31) Кевін Кордес (58.63) Кейті Маклафлін (57.56) Марго Гір (53.77)                    | 3:43.27 |          |
| 3     | 3       | Німеччина       | Ян-Філіп Гланія (53.52) Гендрік Фельдвер (59.16) Александра Венк (57.21) Анніка Брун (54.24)         | 3:44.13 | NR       |
| 4     | 7       | Китай           | Сюй Цзяюй (52.74) Лі Сян (1:00.47) Лу Ін (57.39) Чжу Менхуей (54.05)                                 | 3:44.65 | AS       |
| 5     | 6       | Росія           | Анастасія Фесикова (1:00.48) Юлія Єфімова (1:05.46) Данило Пахомов (51.60) Володимир Морозов (47.29) | 3:44.83 |          |
| 6     | 2       | Італія          | Сімоне Саббіоні (53.68) Аріанна Кастіньліоні (1:06.44) Пєро Кодіа (51.59) Сільвія ді Пьєтро (53.88)  | 3:45.59 |          |
| 7     | 8       | Канада          | Расселл Вуд (54.51) Річард Фанк (59.69) Кетрін Савард (57.83) Сандрін Менвіль (54.20)                | 3:46.23 |          |
| 8     | 1       | Угорщина        | Габор Балог (54.32) Давід Хорват (1:01.80) Евелін Варрасто (59.46) Жужанна Якабош (54.48)            | 3:50.06 |          |

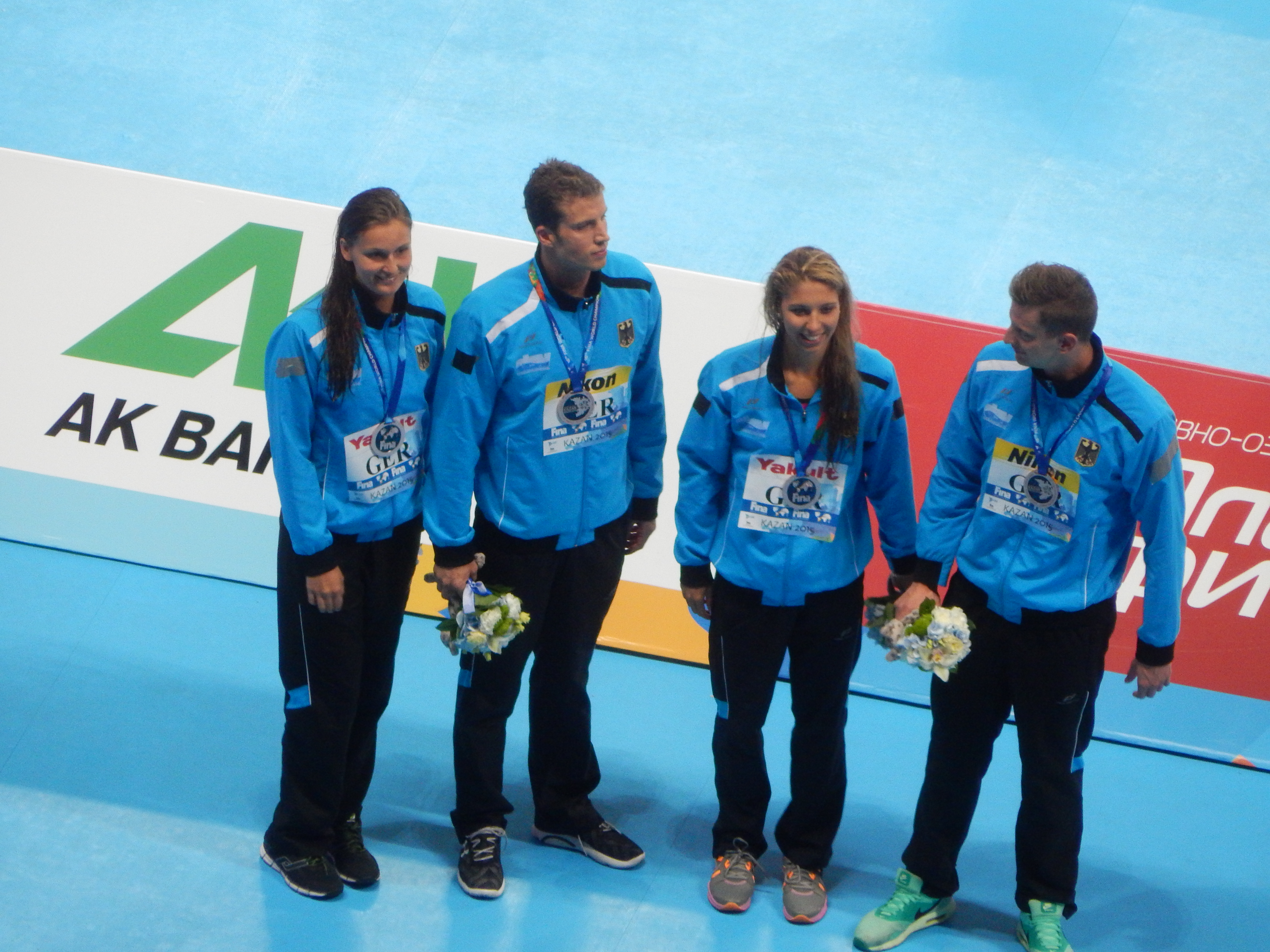
Команда Німеччини
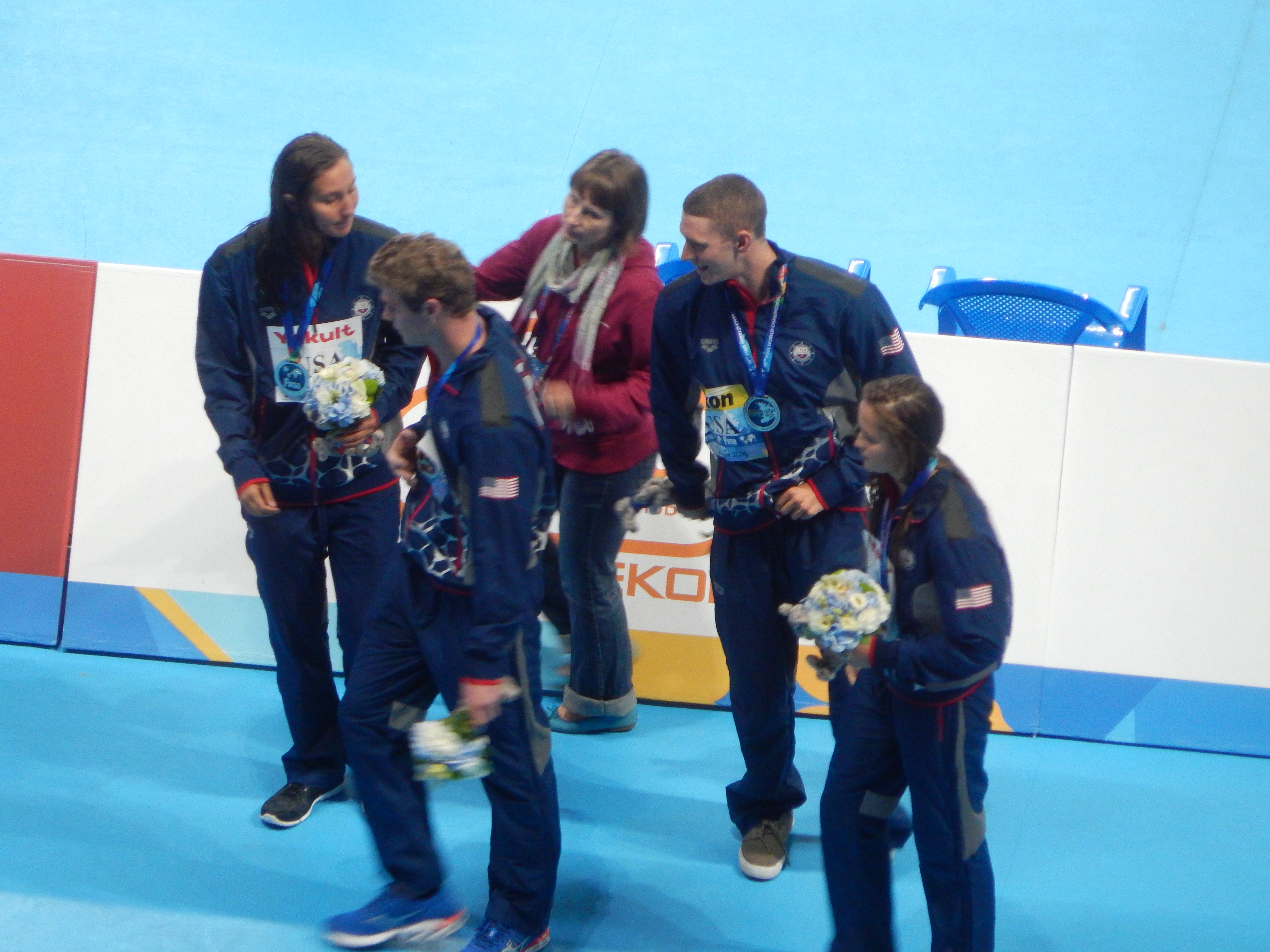
Команда США
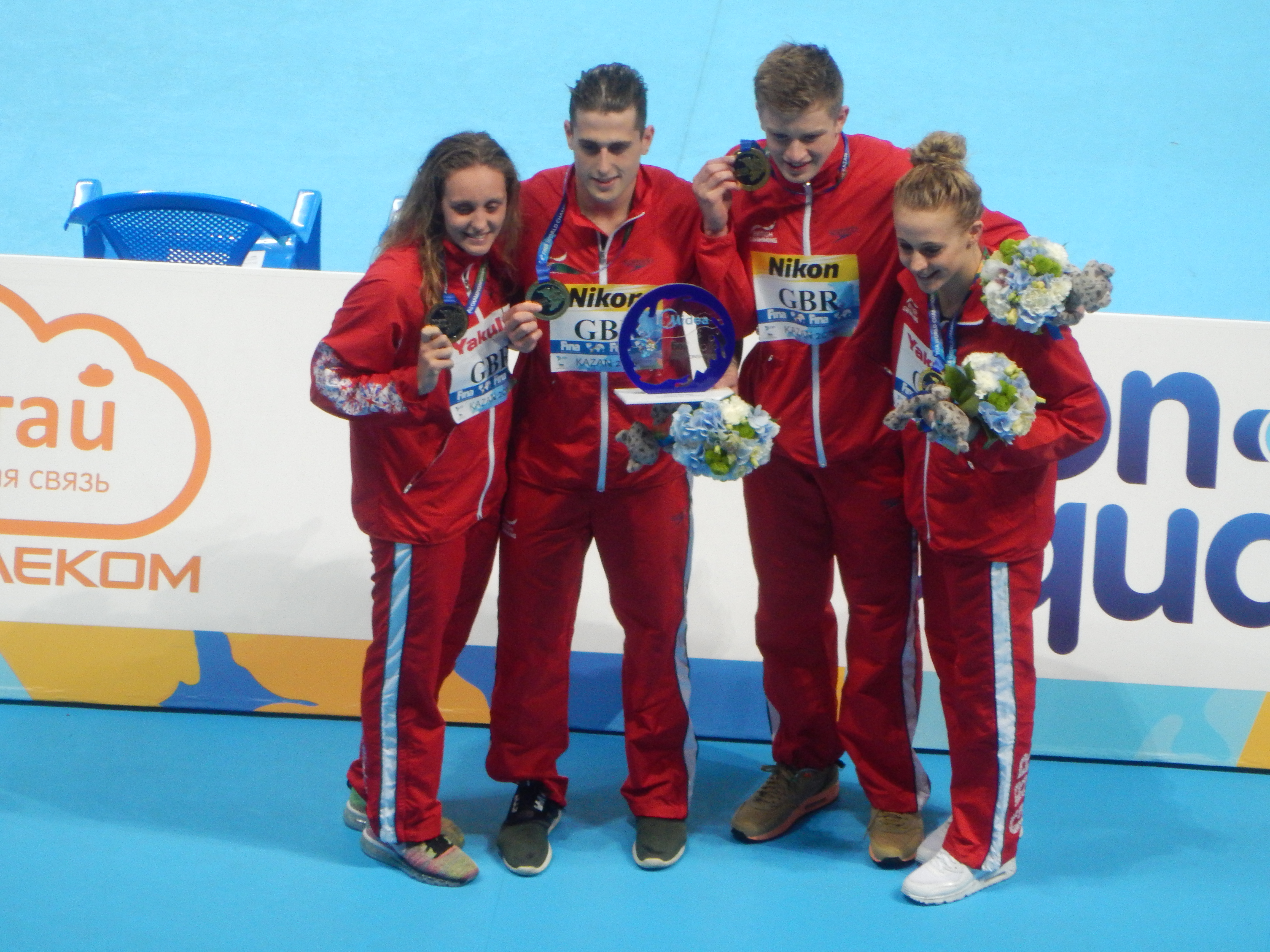
Команда Великої Британії